# Бриллеман, Андре
Андре Бриллеман (нидерл. Aydre Brilleman; 24 ноября 1959, Амстердам, Нидерланды — 23 февраля 1985, там же) — кикбоксер, чемпион мира. Прозвище «Бульдог». Помимо спортивных достижений известен своей трагической криминальной судьбой, описанной в литературе и кино.

## Биография

### Молодость
Родился в еврейской семье в Амстердаме. У его родителей — Германа Бриллемана и Виолетты Борделли — было трое детей, среди которых Андре был младшим. Окончил школу Van Bosseschool. В детстве имел прозвище Пипо. С юных лет занимался футболом, дзюдо и карате. Со временем Бриллеман переходит в кикбоксинг, где постепенно знакомится с преступным миром Амстердама.

### Спортивная карьера
Андре — воспитанник знаменитого амстердамского клуба «Меджиро Джим». Он стал одним из первых чемпионов прославленного зала. Бриллеман бился по всему миру — от Голландии и Франции — до США. Он побеждал таких легенд как Говард Джексон и Кейт Натан. Тренером Андре был Ян Плас — один из самых великих специалистов по кикбоксингу в Голландии. Бриллеман не считался техничным бойцом, но отличался от других силой своего характера. Любимыми ударами в его арсенале были лоу-кики. В спорте он достиг высшей ступени — стал чемпионом мира в 1985 году незадолго до своей смерти..

### Криминальная карьера
Андре работал на главного наркобарона Голландии Клауса Бруинсму. Его тренер Ян Плас также был телохранителем криминального авторитета. По одной из версий Клаус поручил Андре и Карлу Мариановичу расправиться со своим конкурентом — Уго Феролом. Но исполнители предупредили жертву и инсценировали покушение. Заказчику они предъявили фотографию с телом облитым кетчупом. Уго отблагодарил своих спасителей суммой в 150 000 гульденов. Бруинсма раcкрыл обман и наказал своих подчиненных. Марьяновича убили практически сразу, а Андре проработал еще какое-то время на криминального босса, не ведая о нависшей угрозе. Позднее его поймали, отрезали еще живому ноги бензопилой и залили цементом в бочках. По другой версии причиной убийства стала украденная партия гашиша. Андре почувствовал что Бруинсма больше не нуждается в его услугах, и это толкнуло его на такой отчаянный поступок. Трагическая история стала основой для сюжета фильма «De dominee».